# Családnév
A családnév, vagy másik jellemző magyar elnevezéssel vezetéknév a személyneveknek az a része, melyet a gyermek többnyire egyik vagy mindkét szülőjétől örököl, szemben az utónévvel (keresztnévvel), ami „személyre szóló”. A vezetéknév Magyarországon napjainkban miniszteri engedéllyel változtatható meg. A gyermek apjától vagy anyjától örökölheti (mindkét esetben csak úgy, ha a szülő a házasságban megtartotta a saját vezetéknevét); illetve örökölheti mindkét szülője vezetéknevét kötőjellel egybekötve vagy kötőjel nélkül, tetszőleges sorrendben, amely legfeljebb kéttagú lehet. A leendő házaspárok a házasságkötés előtt nyilatkoznak születendő gyermekeik családnevéről, amit az első gyermek születéséig módosíthatnak. A magyar törvények szerint az egy házasságból született testvéreknek azonos vezetéknevet kell viselniük.
Napjainkban Európában a legtöbb ország már nem tesz különbséget a házasságban és az azon kívül született gyermekek közt azt a jogukat tekintve, hogy apjuk nevét viselhessék, de az apának ilyenkor elismerő nyilatkozatot kell tennie.
A legtöbb országban a keresztnév megelőzi a családnevet. A nálunk használatos, ún. keleti névsorrend még egyes ázsiai országokban fordul elő (Kínában, Japánban, Észak- és Dél-Koreában, Kambodzsában és Vietnámban). Néhol Bajorországban és Romániában is használatos a családnév-utónév sorrend.

## Kialakulása
A családnevek Magyarországon a 13. század végén jelentek meg, először csak szórványosan, a nemesség körében. A jobbágyság körében a kételemű név csak a 16. század elején vált általánossá.
A vezetéknevek szerepe kezdetben az egyező keresztnevű emberek megkülönböztetése volt, leggyakrabban az illető foglalkozására (pl: tímár, kovács, szabó), kinézetére (pl: kis, nagy, vagy akár medve, utalva nagy termetére) vagy belső jellemzőire (pl: bátor, gazdag, fukar) vagy azok ellenkezőjére utalt. Kaphatta földesura rangjáról is (pl. király, herceg, gróf, báró). Ez a név általában nem öröklődött, de fokozatosan a „Bátor Mihály, Béla fia” forma miatt egyre gyakoribb lett, hogy ez a ragadványnév egy egész családot vagy akár több nemzedéket is jelölt.
Más kultúrkörökben a vezetéknevet az apa keresztnevéből képzett név (patriarchális társadalmakban legalábbis) helyettesítette, „Mihály fia Béla” formában.
Egyes szláv népeknél jellemző például az, hogy az örökölt családnév mellett megjelenik az apai név is, például az orosz Lev Nyikolajevics Tolsztoj névben „Tolsztoj” a családnév, „Nyikolaj” volt az apa neve (így az „Nyikolajevics” forma az „Nyikolaj fia” jelentésű) és „Lev” magának az írónak a keresztneve.
A származás megjelölésére használták a de genere (nemzetségből) latin nyelvű kifejezést a kora középkorban. Körülbelül a 14. századig volt használatos a keresztnév mellett az apa vagy valamelyik előd nevével, esetleg a lakóhely elnevezésével kapcsolatban. Például: De genere Dénes = Dénes fia, rövidített formája „de”, Dénes de Zala = Zalai Dénes. A családnevek kialakulásával általános használata megszűnt. Leonardo da Vinci neve is hasonló eredetű, aki a toszkán Vinci nevű város melletti kis faluban (Anduan) született.

## A 13–14. században kialakuló magyar családnevek eredete
- személynévből (pl.: Gábor, Péterfi)
- helynévből (pl.: Pécsi, Budai)
- foglalkozásnévből (pl.: Kovács, Takács)
- nemzetiséget jelentő szóból (pl.: Török, Magyar)
- tulajdonságot jelentő szóból (pl.: Nagy, Fehér, Sánta)

## A hivatalos vezetéknév
A kételemű személynév viselése a 17. század elejére vált általánossá Magyarországon, de ez nem akadályozta meg azt, hogy a nevek viselői adott esetben azt megváltoztassák, például jobbágyok szökésük esetén, vagy ha túl sok volt az adott településen az azonos vezetéknevű ember, vagy a nemesek új birtok szerzése után. Magyarországon a vezetékneveket II. József tette kötelezővé 1787-ben, ezzel alakult át a szokásból hivatalosan azonosító adattá. 1814-től I. Ferenc a fejlődő közigazgatás szükségleteire tekintettel kancelláriai, majd később belügyminiszteri engedélyhez kötötte a családnevek megváltoztatását.
A második világháború körül igen sok német vezetéknevet magyarosítottak, főként a sváb és a zsidó származású (vagy hangzású) családneveket, hogy elkerüljék a hátrányos megkülönböztetést, deportálást vagy a meghurcoltatást.

## Vezetéknév házasság után
Napjainkban már nem annyira kötött a vezetéknevek házasság utáni alakulása, mint évszázadokkal – vagy akár csak fél századdal – ezelőtt.
A huszadik században Magyarországon a leggyakoribb forma az volt, hogy a házasság után a férj megtartotta a nevét, a feleség pedig az ő nevét vette fel a „-né” utótaggal (Szedlacsek Edömérné, ami egyébként megfelel például az angolszász „Mrs. John Smith” [John Smithné] formának). Az 1974-es családjogi törvény szerint már lehetőség volt arra, hogy a feleség megtartsa saját nevét, a Szedlacsekné Zutyula Amarilla, vagy a Szedlacsek Edömérné Zutyula Amarilla minta mellett.
A mai szabályozás 2004-től majdnem teljes szabadságot ad a férj és feleség családneveinek kombinációjával. Például ha Szedlacsek Edömér és Zutyula Amarilla összeházasodik:
- a férj neve lehet: Szedlacsek Edömér, Zutyula Edömér, Szedlacsek-Zutyula Edömér, Zutyula-Szedlacsek Edömér
- míg a feleség neve: Zutyula Amarilla, Szedlacsek Edömérné, Szedlacsekné Zutyula Amarilla, Szedlacsek Edömérné Zutyula Amarilla, Szedlacsek-Zutyula Amarilla, Zutyula-Szedlacsek Amarilla vagy Szedlacsek Amarilla lehet.

(A névválasztásokat tovább bonyolítja a doktori cím, illetve hogy azt a férj, illetve a feleség – avagy mindketten – szerezték meg. A dr. Szedlacsek Edömérné azt jelenti, hogy a férj a doktor, a Szedlacsek Edömérné dr. pedig azt, hogy az asszony.)

## Névazonosság
Családon belüli teljes névazonosság esetén, ha szükséges, az idősebb családtag neve előtt id. rövidítést használnak. Mindig kis kezdőbetűvel írják, kivételt képez a mondat kezdet. Amennyiben az idősebb családtag életében nem használta ezt a megjelölést, később – elsősorban tevékenységi kör azonossága esetén (pl.: művész dinasztiák, lásd Hans Holbein, Lucas Cranach, Brueghel, Strauss) – a könnyebb megkülönböztetés érdekében akkor is alkalmazzák. A fiatalabb családtag neve előtt mindig ifj. rövidítés szerepel, ennek jelentése ifjabb és nem ifjú, mint ahogy időnként az idősb, vagy idősebb jelentésű id. rövidítést is helytelenül idősnek mondják. Természetesen ez a jelölés a név viselőjének halála után is megmarad. Minden esetben kis kezdőbetűvel írják, kivétel a mondatkezdet.

## Leggyakoribb vezetéknevek
- A világon a kínai Vang (93 millió), Li (92 millió) és Csang (88 millió) nevekből van a legtöbb.[4]
- Magyarországon: Nagy (237 ezer), Kovács, Tóth, Szabó, Horváth (mind 200 ezer körüli).[5][6]